# خانه شریعت (اردبیل)
خانه شریعت مربوط به اواخر دوره قاجار است و در اردبیل، محله اوچدکان، کوچه آیت الله سعیدی واقع شده و این اثر در تاریخ ۲۵ مهر ۱۳۸۳ با شمارهٔ ثبت ۱۱۱۹۳ به‌عنوان یکی از آثار ملی ایران به ثبت رسیده است.